# Telewizyjna stacja retransmisyjna
Telewizyjna stacja retransmisyjna (TSR) – obiekt nadawczy małej mocy (czyli tzw. nadajnik doświetlający, gapfiller) mający na celu uzupełnienie luk w zasięgu pokrycia większych obiektów sygnałem telewizyjnym. Telewizyjne stacje retransmisyjne stosowane są najczęściej w terenach górskich, gdzie odbiór z głównych stacji nadawczych RTCN jest utrudniony lub niemożliwy (osłonięcie wyższymi pasmami terenu).